# Faust. Der Tragödie dritter Teil
Faust. Der Tragödie dritter Teil ist ein satirisches Theaterstück von Friedrich Theodor Vischer aus dem Jahr 1862. In ihm fasst der bedeutende Theoretiker der Ästhetik seine lebenslangen kritischen Goethestudien in der Form einer umfänglichen Parodie zusammen, die auch eine Kritik der Goethephilologie und der Literaturwissenschaft überhaupt ist.
Der Untertitel des Werks lautet: Treu im Geiste des zweiten Theils des Götheschen Faust gedichtet von Deutobold Symbolizetti Allegoriowitsch Mystifizinsky. Auf Grund seiner langjährigen Beschäftigung mit Johann Wolfgang Goethes Faust-Dichtung parodiert Vischer Goethe – insbesondere dessen Faust II – auf stilkritischer, figuren- und motivkritischer, zeitkritischer und selbstkritischer Ebene. 1886 erschien eine zweite, umgearbeitete und vermehrte Auflage, in der Vischer – vor allem durch das ausgedehnte Nachspiel – den Bezugsrahmen in literatursatirischer Hinsicht ausweitet, indem er damalige Interpretationen und Interpreten der Faustdichtung Goethes karikiert.

## Programmatik des Titelblatts
Augenscheinlich handelt es sich um eine Fortsetzung des Goetheschen Faust II. Dies wird nicht nur lapidar durch die Nummerierung ausgedrückt, sondern vor allem durch den Zusatz Treu im Geiste des zweiten Theils des Götheschen Faust. Vischer hält sich in vielfältiger Weise an diese Bekundung. Bis hierher erscheint das Titelblatt durchaus als ernst zu nehmen, es könnte eine poetische Fortsetzung der Goetheschen Dichtung folgen; der Bruch, durch welchen dieser Geist als Ungeist enttarnt wird, wird erst durch die Bekanntgabe einer pseudonymen Autorschaft herbeigeführt: gedichtet von Deutobold Symbolizetti Allegoriowitsch Mystifizinsky.
Deutobold erinnert, was die Namenbildung betrifft, an den allegorischen Lumpen des Mephistopheles Raufebold, der im 4. Akt des Faust II während der Schlacht zwischen Kaiser und Gegenkaiser neben Habebald und Haltefest mit auf Seiten des Kaisers kämpft. Namenkundlich betrachtet geht die Namenendung -bold aus dem alten Namenelement -bald mit der Bedeutung kühn hervor. Im Deutschen Universallexikon wird darauf hingewiesen, dass -bold eine Person bezeichnet, die „gerne und häufig etw. macht – seltener etw. ist“. Ohne hier der von Vischer karikierten Sinnhuberei verfallen zu wollen, könnte man Deutobold am ehesten mit kühn Deutender übersetzen – für eine Charakterisierung Vischers durchaus brauchbar. Neben diesem spielerischen Umgang in der Namenbildung und dem auf die Interpretenwut abzielenden Unterton zeichnet sich Vischers Pseudonym weiterhin dadurch aus, dass es ihm gestattet, vorübergehend eine bestimmte Rolle einzunehmen – wie sich zeigen wird, wenn man das Motto der Parodie in diese Betrachtung miteinbezieht.
Das Motto Und allegorisch, wie die Lumpen sind, sie werden nur um desto mehr behagen rundet die Programmatik des Titelblattes ab, indem es einerseits eine Zugehörigkeitsbestimmung in sich trägt, zum anderen zu Spaß und Ironie einlädt. Ursprünglich sind es Verse des Mephistopheles, mit welchem er die Ankunft der drei Gewaltigen kommentiert. Analog sind die Verse als Motto der Parodie freilich auch auf die allegorischen Figuren des Pseudonyms anwendbar, wodurch klar wird, dass sie dem Teil von jener Kraft zugehörig sind, die stets das Böse will und stets das Gute schafft. Die Rolle, die Vischer hinter seiner „Pseudonymen-Quadriga“ (Mahal 1981, S. 55) einnimmt, verknüpft man sie mit Vischers Betrachtungen über das Wesen des Bösen, ist hier die des Gesellen Der reizt und wirkt, und muß, als Teufel schaffen (Faust I, V. 343). Dies erhärtet sich durch einen Brief Vischers an Julius Ernst von Günthert (aus Zürich, o. J.), in welchem er mitteilt:
Göthes Bild ist uns durch das altersschwache, unerquickliche Machwerk zweiter Teil Faust getrübt. Ich wollte dies Machwerk durch grobe, Aristophanisch cynische, doch auch hanswurstmäßig gutmütige Satire totmachen, von Göthes ursprünglich reinem echten Dichterbild wegätzen (…) ich wollte die Deutschen befreien von dem Alb, womit dieses lästige Produkt der Senilität auf ihnen liegt, an dem sie sich zergrübeln (Julius Ernst von Günthert: Friedrich Theodor Vischer. Ein Charakterbild. Allen Freunden gewidmet, Stuttgart: Bonz 1889, S. 8).
In der hier angesprochenen Weise der Destruktion tritt unverhohlen auch die satirische Wirkungsabsicht der Parodie Vischers heraus das etablierte „Geschmacksmonopol“ (Böttger 1886) zu brechen, um schließlich zu einer ehrlichen ästhetischen Bewertung des Goetheschen Faust zurückkehren zu können. Im Faust III wird dies von Vischer in der Rolle des Unbekannten ebenfalls thematisiert. Und hier schließt sich denn der Bogen zum Titelblatt: der Unbekannte ist erst mit den allegorischen Figuren des Pseudonyms „ein Mensch“ (Vischer selbst) – gemäß Vischers Interpretation: „Faust Inneres ist der Boden, worauf die allgemeinen Mächte sich bekämpfen, der wahre Schauplatz der tragischen Gewalten. Faust ist mit Mephistopheles ein Mensch und mit dem Herrn auch: der Mensch.“ (F. Th. Vischer: Kritische Gänge, 2. Bd., S. 204)
Vischer, der sich selbst oft in der Lage Fausts empfunden hat, versucht mit seiner Parodie „einen literaturkritischen Kommunikationsprozeß zu initiieren“ (Wende 1995, S. 270) und bezieht sich selbst mit in diesen ein – bis hin zur Höllenfahrt des Unbekannten, hinabgezogen durch die eigenen Kreaturen, die er unter Zuhilfenahme seines Pseudonyms geschaffen hat bzw. die – wie es Mephistopheles im Nachspiel deutlich macht – sich ihm souffliert haben für seines schlechten Dramas Zweck. Vischers doppelte, in sich verschachtelte Tarnung erlaubt es ihm einmal durch die allegorischen Figuren seines Pseudonyms in mephistophelischem Geist zu wirken, zum anderen in der Rolle des Unbekannten als strebender Mensch aufzutreten.

## Stilkritik

### Jugendliches Weltgedicht vs. senileAllegorienzichorie
In seinem Buch Goethes Faust von 1875 untersucht Vischer in seinem ersten Abschnitt Die lange Säumnis und ihre Ursachen, welchen Einflüssen Goethe beim Verfassen seines Faustdramas unterlag, warum jene eine Verzögerung bzw. Verschleppung auslösten. Hierbei nimmt Unterpunkt Die erste Ursache: Der Stilwechsel über 100 Seiten ein. Zahlreiche Passagen in diesem Buch würdigen den Jugendstil Goethes, beispielsweise schreibt Vischer:
Goethes Jugendstil und vor allem die freien Reime in seinem Faust, derb, frisch von der Leber, unnachahmlich lebenswahr und nie gemein wahr, blitzend von Geist, unbekümmert, wie scharf die Kontraste des Unheimlichen, Schauderhaften und Komischen aufeinanderstoßen mögen (F. Th. Vischer: Goethes Faust, S. 59).
Vischer, der unbestreitbar […] dem idealistischen Kunstverständnis verpflichtet ist (Scholz 1993, S. 30) und dessen Ästhetik ein Versuch darstellt, den Ertrag der ästhetischen und insbesondere der poetologischen Diskussion der Goethezeit enzyklopädisch zusammenzufassen (Willems 1981, S. 28), schreibt schon 1839:
Im ersten Teil Faust sehen wir das Schwierigste, was ein Dichter leisten kann, die Wandlung der tiefsten und universellsten Ideen in poetisches Fleisch und Blut, durch das Geheimnis der Phantasie gelöst (Vischer: Kritische Gänge, 2. Bd., S. 202).
Hier sprudelt die auf ästhetischer Betrachtung begründete Hochachtung aus jeder Silbe, der erste Teil ist ihm eine Schöpfung von absolutem poetischen Werte  (Martini 1978, S. 79). Allerdings mit Einschränkungen, denn auch im Besten ist ein Haar. Vischer tadelt beispielsweise die Willkür Goethes, mit der er eine Anzahl von Xenien meist ephemeren satyrischen Inhalts in eine ernste, tiefe Tragödie wirft, bezeichnet diese Einstreuung von satirischem Häckerling in der echten und wirklichen Poesie als fremdes zersetzendes Element. Als einen der Gründe, warum Goethe diesen nach Vischers Ansicht verwerflichen Akt begeht, nennt er Goethes Verachtung des jugendlichen Fauststils, welche er aus einem Brief Goethes an Schubarth (1820) ableitet:
von diesen Irrtümern – die seinem Helden im zweiten Teil vorbehalten sind – sagt dann der Brief, der arme Mensch (Faust) dürfte sich edler, würdiger, höher in sie verlieren, als im ersten gemeinen Teile geschieht. Gemein: dies kann unmöglich bloß auf die Schlichtheit der Verhältnisse in seinem ersten Lebensgang sich beziehen, Goethe kann Gretchen nicht gemein nennen, auch Valentin nicht; es muß auf die Behandlung gehen, Goethe nennt seinen naturderben Jugendstil gemein.
Quasi als Gegenteil zu diesem gemeinen naturderben Jugendstil verhält sich Goethes Altersstil, den Vischer als ein Produkt der Steigerung des klassisch-typischen Schönheitsbegriff zu dem ästhetischen Prinzip der bloßen Formschönheit begreift. Dieser Altersstil ist dafür verantwortlich, dass der höhere Schauplatz zwar betreten wird, aber nicht als Schauplatz handelnden Lebens, sondern nur zu dem Zwecke, das humanistische Bildungsthema in undramatischer, poetisch unerquicklicher Weise des klassizierenden und allegorisierenden Stils aufzunehmen. Demzufolge versieht Vischer den Faust II immer wieder mit Attributen wie zusammenhanglos, unorganisch, trübselig, verschnörkelt, manchmal unfreiwillig komisch, kindisch, affektiert, manieriert usw., bezeichnet ihn als seltsame Sprachperücke (…) in voller Lockenpracht, als große, ruppige Warze, als blutloses, lebensunfähiges Gebild wo so stark, so bunt und kurios das Schnitzelkräuseln waltet. Ähnlich drückt dies der Unbekannte aus: Ich find in Eures Dramas zweitem Teile fast keinen Satz, fast keine Zeile, die nicht kurios, nicht manieriert, so daß es mir im Kopfe rädelt, surrt, summt, kitzelt, krabbelt, schwirrt und schnurrt.
Hier sei nebenbei noch erwähnt, dass sich Vischer zumindest in zwei Punkten Faust II gegenüber anerkennend äußert: zum einen ist ihm Das Schönste und Tiefste der Gedanke, seinen Helden als Herrscher eines tätig ringenden Volkes endigen, in dem Augenblick sterben zu lassen, wo er in eine Zukunft schaut, da er mit freiem Volke auf freiem Grunde steht (Vischer: Goethes Faust, S. 51), zum anderen sieht er hinter den komischen Partien noch die Goethesche Genialität, obwohl jene die Ausführung durch eine zitternde Greisenhand verraten. Das besondere an Vischers Kritik ist, dass zu ihrer Rechtfertigung die Person Goethes in einer fiktionalen Zusammenkunft mit Vischer als Retter des jungen bzw. männlichen vor dem alten Goethe funktionalisiert wird:
(…) genug, ich wollte dieser Retter sein, ich wollte Goethe vor Goethe retten und ich lebe des Glaubens, daß er im Elysium mir dankt; denn Goethe im Elysium ist ja der verjüngte, der wahre Goethe, nicht der Allegorientrödler und Geheimnisdüftler von 70-82 Jahren. (Vischer: Pro Domo, in: Kritische Gänge, 2. Bd., S. 354f)
Es stellt sich nun die Frage, wie hier der Bezug zu Faust III hergestellt werden kann, da bis jetzt nur Allgemeineres betrachtet wurde. Im letztgenannten Zitat steckt schließlich der wesentliche Grund, der Vischer veranlasste, seine Parodie zu schreiben. Er, der als ein Hegels System mehr verändernder als fortsetzender Vertreter der Wissenschaft vom Schönen (Mahal 1981, S. 55) bekannt ist, leidet persönlich an der dialektischen Spannung zwischen Faust erster und zweiter Teil, welche sich durch die ästhetische Diskrepanz bzw. den Stilbruch aufbaut. Das Bestreben diese Spannung zu lösen – er muß, um leben zu können, alle Kraft aufwenden zur geistigen Synthese (Schlawe 1953: S. 17) –, drückt sich gerade in seinem Faust III aus, welcher ihm als therapeutisches Mittel dient, sich selbst vom Alb zu befreien, aber auch um die Vorzüge des Faust I zu honorieren, beispielsweise durch die Verwendung der Figur Valentins innerhalb der Parodie, worauf noch einzugehen sein wird.

### SuperlativisierteSprachaffektationen
Vischers Sprachkritik – ein Kampf im Namen des Naturgefühls der Sprache gegen jene Bisam- und Moschussprache, die mit Manschetten und Glacéhandschuhen selbst ins Brautbett steigt – ist eng verknüpft mit der stilistischen Kritik an Versformen und der Verwendung von Opernmotiven. Auch sie lebt vom oben geschilderten Spannungsverhältnis. Vischer kann nicht begreifen, wie man die Sprache im ersten Teile bewundern und die Sprache im zweiten noch genießen, noch verdauen! kann. Ähnlich bewertet er die musikalischen Motive, wovon viele im Faust I am rechten Ort mit der besten Wirkung! (so bspw. Gesang der Erzengel, Lied der Studenten in Auerbachs Keller, Flohlied des Mephistopheles, Gretchens Lieder Der König von Thule und Meine Ruh ist hin, schließlich das Volkslied, welches Gretchen im Wahnsinne singt) platziert sind, andere aber ihren poetischen Wert durch eine theatralische Aufführung fast verlieren würden, wie beispielsweise der Ostergesang oder der den Faust in Schlummer einwiegende Geistergesang.
Die Neigung Goethes, welche so viele Kraft in Singspielen und derlei Flitter (…) verpuffen lässt, präsentiert sich im zweiten Teil im 1. Auftritt durch den heilenden Elfengesang, der gleich zu Beginn das Zuviel des Opernhaften um einen leidigen Beitrag vermehre. Auch der Gesang der Rosen streuenden Engel (vgl. Faust II, V. 11699-11709) oder Chor und Echo zu Beginn der Szene Bergschluchten, Wald, Fels (vgl. Faust II, V. 11844-11853) missfallen Vischer wegen der unbegreifliche[n] Erscheinung teilweise Kindischwerdens. Deren Versstil mit seinen mehrfach gleitenden Reimen führt zu Stockungen, Verhärtungen, störende[n] Bequemlichkeiten, Manieriertheiten und diese sind von der Seltsamlichkeit der Sprache als solcher gar nicht zu trennen.
Vor allem Goethes unüblichem Gebrauch des Superlativs (Vgl. dazu Goethes Verse 5130, 5321, 6021, 6036, 6037, 6195, 6220, 6284, 6365, 10980, 11099, 11270, 11508 u. a.), den Vischer in der Nachahmung des Lateinischen und Griechischen begründet sieht und Formen wie einzigst oder letzteste hervorbringt, den Goethe wider die Logik in der grammatischen Bildung formt, begegnet Vischer mit Widerwillen. Des Weiteren sind es Wortneubildungen wie buschen im Vers Täler grünen, Hügel schwellen, buschen sich zu Schatten-Ruh (Faust II, V. 4654/4655) oder echoen, jungholdeste Schar, seeisch heitres Fest, in denen Vischer eine Übertretung der Grenzen sieht, die Sprache und Geschmack setzen.
Wie in einem Ameisenhaufen liegt Vischer in dieser Sprache, sie kitzelt, daß man nicht weiß, soll man lachen oder seufzen. Die Beschäftigung mit Faust II löst nach Vischer beim Leser oder Interpreten einen zwanghaften Mechanismus aus, in demselben Ton parodisch weiterdichten zu müssen. Man vergleiche dazu wiederum Verse des Unbekannten: Ich kann nicht anders, muß, sooft ich's lese, als wenn ein Kobold im Genick mir säße, muß in dem Tone weiter besteln, reimen, muß drehen, schnitzeln, schnipfeln, päppeln, leimen.
Dies Eingeständnis wird ganz deutlich im Faust III verwirklicht. Mit Martini kann man übereinstimmen, wenn dieser schreibt, dass sich Hunderte von Stellen aufzählen lassen, in denen in witzig antinomischer Bezugs-, Bild- und Klangwendung die Faust-Sprache in sich selbst mit blitzschneller Pointe vernichtet wird (Martini 1978, S. 104). Vischer, dem Mahal eine stupende Könnerschaft all jener Vers- und Reimformen (Mahal 1981, S. 63) attestiert, der sich während seiner langjährigen Beschäftigung mit Goethes Faust mit virtuoser sprachlicher Imitationsbegabung in die wechselnden Sprachebenen, Tonlagen und Rhythmen von Goethes poetischer Diktion eingelebt (Martini 1978, S. 102–103) hat, realisiert seinen programmatischen Untertitel Treu im Geiste des zweiten Theils des Götheschen Faust, indem er die dem Alterstil Goethes charakteristischen Stilmittel und Sprachformen isoliert und grotesk überzeichnet, wobei er sich als Parodist jenseits der Grenzen bewegt, die er als Ästhetiker vom Dichter Goethe einforderte. Der Umschwung in die reine Narretei (Frapan 1889, S. 59), der phantastischen Sprachkunst à la Fischart oder Rabelais, ist hierbei fließend.
Die Karikatur der Goetheschen Altersprache konkretisiert sich zum ersten in den unerschöpflichen Wortneubildungen – in Analogie zur Bildung buschen benutzt Vischer die Verbalisierung u. a. in den Versen seines Dr. Marianus: Allwo unbeschnipfelt,/ (…), wo der Weltbaum wipfelt, wo die Weltwurst zipfelt! Als Paradebeispiele für Substantivbildungen können die polymorphemischen Komposita Mütterwohnungöffnungsprozedur und Höllenkochherdfeuer genannt werden. Auch das Suffix -ei wird sehr häufig verwendet, um gegen das ästhetisch-musikalische Gesetz des Reims (Martini 1978, S. 104) zu verstoßen; dies ist, salopp formuliert, Euphorions Spezialgebiet: auf Raserei folgen die Reime Poesei, Seinerei, Fortanerei und Nirwanerei.
Des Weiteren erfolgen diese Wortneubildungen oft durch den Zugriff auf dialektale Sprache, Fremdwörter und deren Verballhornungen sowie Wortraritäten (Martini 1978, S. 104). Dabei greift Vischer nach Verweyen/Witting u. a. auf den Trick einer leerlaufenden Wortbildungsregel zurück und sie erläutern diese anhand des religiös bzw. humanistisch konnotierten Suffix -orium, welches zu einer Reihe komischer und weitgehend inakzeptabler Bildungen verwendet (Verweyen; Witting 1979, S. 173) wird. Im 11. Auftritt des 3. Aufzugs, während der Himmelfahrt Faustens, folgen auf Symbolum die Reime Historium, Brimborium, Allegorium, Sensorium, Urpräzeptorium, (…), Cichorium, Inhalatorium.
Zum Dritten zeigt sich die Stilkarikatur in der sattsamen Verwendung von Gesängen mit zuhauf auftretenden gleitenden Reimen, exemplarisch soll hier ein Gesang unsichtbarer guter Geister aus dem 1. Aufzug, 7. Auftritt zum Vergleich neben Versen Goethes aus dem Ostergesang (Faust I, V. 737-741) stehen:
Faust I: Christ ist erstanden! Freude dem Sterblichen, den die verderblichen, schleichenden, erblichen Mängel umwanden.
Faust III: Glücklich erstanden! Selig der Sterbsliche, welcher die herbsliche, beinah verderbsliche, Heil doch erwerbsliche, knallende, erbsliche, (…) Prüfung bestanden.
Die Adaption des Originals folgt hier auf inhaltlicher Ebene der Ersatzregel der Hinabstufung bzw. Untertreibung von Goethes Feierlichkeitspathos (Martini 1978, S. 103/104), wobei der Versstil Goethes beibehalten und darüber hinaus übertrieben eingesetzt wird. Ähnlich zeigt sich dies in den folgenden Versen des chorus mysticus (Faust_II, V. 12104-12111 u. Faust III, S. 131/132), in welchen ebenfalls die metrische Struktur beibehalten wird und auf inhaltlicher Ebene Abstrakta mit höherwertigen Konnotationen auf solche mit minderwertigen Vorstellungen (Verweyen; Witting 1979, S. 171) reduziert werden, aus dem Vergänglichen wird das Abgeschmackte usw.:
Faust II: Alles Vergängliche Ist nur ein Gleichnis; Das Unzulängliche Hier wird's Ereignis; Das Unbeschreibliche Hier ist es getan; Das Ewig-Weibliche Zieht uns hinan.
Faust III: Das Abgeschmackteste, Hier ward es geschmeckt, Das Allervertrackteste, Hier war es bezweckt; Das Unverzeihliche, Hier sei es verziehn; Das ewig Langweilige Zieht uns dahin!
Des Weiteren zeichnen sich Goethes Verse gerade dadurch aus, dass er auf Superlativbildungen verzichtet, auf die Vischer im Kontrast dazu zweimal zurückgreift. Man beachte auch die Nuance, dass sich durch die Kleinschreibung von ‚ewig‘ dessen Bedeutung mindert und sich die Betonung auf das ‚Langweilige‘ verschiebt – im Gegensatz zu Goethes integrativer Bindestrichbildung. Im Zusammenhang mit der Stiefelknechtallegorie und der Himmelfahrt Faustens wird sich erneut mit dem chorus mysticus zu beschäftigen sein. Zuletzt soll an dieser Stelle noch auf die Dissertation Fr. Th. Vischer und Goethes Faust von J. Kopp hingewiesen werden, die – schon fast zur Stoffhuberei neigend – im Kapitel Die Komik der Sprache und Versform (J. Kopp 1930, S. 233–248) mit 15-seitigem Umfang die Parodierung des Altersstils Goethes 'ausführlichst' darstellt.

### Vischers Kritik an der Allegorie
In seiner Ästhetik, § 444, bezeichnet Vischer die Allegorie als frostige Verbindung der Elemente des Schönen. Das ursprüngliche Verhältnis dieser Elemente, von Idee und Bild, ist aufgelöst. Während dem Symbol eine Identität von Idee und Bild, welche vom Dichter geschaut werden, innewohnt, ist für die Allegorie bezeichnend, dass die Idee (…) zuerst da ist und das Bild (…) gesucht und nachträglich herbeigebracht wird, somit die Reflexion ungleich mehr Teil hat an diesem Fabrikat als die Phantasie. Die Willkür in dieser Verknüpfung führt dazu, dass eine Deutung mitgegeben werden muss (Vischer räumt beispielsweise der Allegorie innerhalb eines Zyklus religiöser Gemälde ein Existenzrecht ein, da die einzelne Allegorie durch die Nachbarschaft der anderen Bilder leicht gedeutet wird).
In der Poesie soll sie wenigstens der Deutung nachhelfen, damit sich der Leser nicht abquälen müsse, denn ohne sie bleibt die Allegorie nach Vischer immer Rätsel und man weiß nie, wenn man eine Deutung derselben gefunden zu haben meint, (…), ob es die rechte sei. Aufgrund dieser Tatsache und der, dass das Allegorisieren in der nicht-poetische[n] Sphäre des Verstandes (vgl. Sørensen 1979, S. 633 zur Allegoriekritik bei Goethe) angesiedelt ist, spricht Vischer solchen Rätseln den Kunstcharakter ab.
Gerade aber in Goethes Faust II sieht Vischer diese Anforderung der mitgelieferten Deutung oft nicht erfüllt; er ist ihm ein allegorisches Machwerk. Vischer gibt sogar zu, dass er niemals hinter die Bedeutung des Homunkulus (Man hat sich nun schon lange verkreuzigt, zu erraten, wer denn der Homunkulus sei. Wer der ist? Das mechanisch ohne Potenz gemachte Menschlein? Das ist der zweite Teil Faust von Goethe.) gekommen sei. Ja, er weigert sich geradezu diese Ideen im fadenscheinigen Rock der Allegorie, diese Gliedermänner oder Totgeburten, die er Goethes ägyptische(m) Zug zuschreibt, deuten zu wollen.
Zur Idee, aus der Verbindung von Faust und Helena eine Allegorie der Durchdringung des Klassischen und Romantischen in der modernen Kunst zu machen, – eine unerquickliche allegorische Vermählung, woraus der Kautschukmann Euphorion mit so rührender Beschleunigung hervorgeht – schreibt Vischer in seinem Aufsatz Zum zweiten Teile von Goethes Faust, dass ihm dieser Einfall schon lange vor dem Erscheinen der klassisch-romantischen Phantasmagorie Helena selbst gekommen sei, allerdings müsse der Dichter diesem Einfall widerstehen (Geschweige denn, dass es – laut Vischer – einen Goethe bedarf, um auf einen solchen Einfall zu geraten), eben weil er zu nahe liege und weil schon durch das Motiv beide Figuren jedes warmblütigen poetischen Lebens entleert und zu hohlen Pappendeckelpuppen ausgeweidet wurden.
Zweckmäßiger als eine Figur bei der Konstruktion einer Allegorie ist ihm ein totes, mechanisches Objekt, weil es uns nötige (…) viel bestimmter als ein lebendiges Wesen, nach dem Vergleichspunkte zu sehen und den Gedanken zu suchen, der dahinter versteckt sei.
Dies führt letztendlich zur Ausarbeitung der Stiefelknechtallegorie, deren vollendete Absurdität ihm als richtige Konsequenz des Sinnbilder ausbrütenden Verfahrens erscheint. Ihre Auflösung wird in Pro domo mitgeteilt: der Stiefelknecht symbolisiert die geistige Entwicklung, sofern diese in einem Lösen von Hemmungen, einem Befreien aus inneren Stockungen besteht – im Gegensatz dazu repräsentieren die beiden pressenden Stiefel die den Fortschritt hemmende Verwicklung in Irrtum, Zweifel, Leidenschaft, die Hühneraugen sind die Leiden des Gemüts auf solchen Knotenpunkten.
Vischer selbst litt häufig an Hühneraugen, weil er aus Eitelkeit zu enge Schuhe trug. Auch tauchen Hühneraugen immer wieder in Vischers dichterischem Werk auf, beispielsweise im Auch Einer: In A. E[inhart]s Systematik zum Bilde des harmonischen Weltalls findet sich unter Punkt II. Aktionen, A. Der inneren Teufel u. a. der Hühneraugenstich. Im Faust III stellen sich die Hühneraugen anhand der Permutation verschiedener Synonyme (vgl. dazu W. Pschyrembel: Klinisches Wörterbuch, Stichwort Clavus) vor. Hierbei werden diese in ihre Bestandteile zersetzt, um einen Reim zu erzwingen: bspw. wird Leichdorn zu Leichliche Dornungen, Hühnerauge zu Hühnliche Augungen.
Im Faust III wird die Bedeutung des Stiefelknechts durch ein von diesem in tiefstem Bass gesungenes Lautgedicht versinnbildlicht, in welchem der Stiefelknecht die En-t-w-ick-l-ung entwickelt: von der Silbe -ung aus baut er das Wort auf und wieder ab mit der Folge, dass die Stiefel weggeschleudert, die Hühneraugen durcheinandergewirbelt werden. Ferner ist für Vischer die Idee der Entwicklung die leitende in der Tragödie Faust; schon im Prolog im Himmel wird dargelegt, dass das Böse ihr als Hebel dienen muß und angekündigt, dass alle Trübung des Geistes im Leben des Helden unter diesem Standpunkte zu fassen ist.
Die Stiefelknechtallegorie, ein Bestandteil der endgültigen Himmelfahrt Faustens, wird dadurch zum höchsten Weltsymbol, das mit echtem Goethe-Vers angerufen wird:
Faust II: Ewiger Wonnebrand, Glühendes Liebeband, Siedender Schmerz der Brust, Schäumende Gottes-Lust. Pfeile durchdringet mich, Lanzen bezwinget mich, Keulen zerschmettert mich, Blitze durchwettert mich; Daß ja das Nichtige Alles verflüchtige, Glänze der Dauerstern Ewiger Liebe Kern.
Faust III: Ewiger Wonnebrand, Brennendes Liebeband, Stiefel am Wolkenrand, Drücke mich, zwänge mich, Schnürend beenge mich, Zwickend bedränge mich, Leichdorn durchsenge mich, Leder, das tüchtige, Presse das Nichtige, Daß sich's verflüchtige! (…) Hebe des Felles Druck, Wunderbar Schreinerstuck!
Es kann zudem festgestellt werden, dass die Himmelfahrt im Faust III weitere analoge Strukturen zu Goethes Himmelfahrtskonzeption aufweist: Goethe verbindet in jener neuplatonische Philosophie mit christlicher Mythologie, die Szene ist beherrscht von einer entelechische[n] Steigerungsdynamik, selbst die Figurenkonstellationen sind von dieser Aufwärtsbewegung erfüllt (Schmidt 1992, S. 387), beispielsweise die drei Patres und Dr. Marianus in ihren hierarchisch, nach oben hin reiner werdenden Zellen. Vischer stößt sich daran heftig und bringt diesen Unmut in seinem Buch Goethes Faust deutlich zum Ausdruck: Und gleich darauf erscheint Doktor Marianus in der höchsten, reinlichsten Zelle, worüber ich schon (…) gesagt habe, dies nötige, die niedriger liegenden Zellen sich stufenweise schmutziger zu denken. Wie unappetitlich!
Neben den Figuren, die größtenteils aus Goethes Drama (Vischer benutzt die drei Patres, Dr. Marianus, die seligen Knaben – die Pater Seraphicus diesmal nicht in sich nimmt, sondern in seine Kapuze steckt – natürlich Faust u. a.) rekrutiert sind, wird auch diese Steigerungsdynamik (Beispielsweise durch die oben erläuterte Verwendung des Suffix -orium und durch eine Alterssteigerung der Geisterchöre: Jünglingsgeister, vollendetere Frauengeister und Greisengeister), die Opernhaftigkeit und der Gedanke der Erlösung Faustens von Vischer übernommen.
Hervorzuheben ist, dass die Ideen der Entwicklung, der Steigerung ins Höchste und der letztendlichen Erlösung in Goethes Drama und Vischers Parodie die gleichen bleiben, allerdings verlagert Vischer sie in eine absurd überzeichnete Bilderwelt, worin beispielsweise der kolossale Stiefelknecht zum Erlöser wird. Diese Attacke gegen die legendarisch hochkatholische Behandlung des Schlusses gipfelt im Erscheinen der in allertiefstem Bass singenden Null, die sich als das Absolute bezeichnet und Stiefelknecht mitsamt seinem Gefolge verschlingt.
Innerhalb des Bezugsrahmens der Parodie zum Original lässt sich feststellen, dass hier Goethes Erlösungsgedanke ad absurdum geführt wird; seine Steigerungsmetaphorik wird von Vischer abermals ‚gesteigert‘ bis hin zu ihrer grotesken Eskalation. In diesem Zusammenhang ist die Betrachtung des chorus mysticus wiederaufzunehmen, indem noch ein Vergleich auf der Ebene der Funktionalität dessen angestellt wird: Goethes Schlusschor, der als Meta-Kommentar zur Himmelfahrt Faustens konzipiert ist, drückt in vier Doppelversen in jedem ein Verhältnis des Zeitlichen zum Ewigen, der realen Menschensphäre zur ideellen Gotteswelt aus, im Ewig-Weiblichen steckt eine Letztidee, welche die dem Strebenden entgegenkommende Liebe als weibliches Prinzip begreift.
Vischer übernimmt diese Konzeption auf der formalen Ebene. Er bildet kommentierende Gegensatzpaare zur Himmelfahrt seines Faust III, in denen ebenfalls Verhältnismäßigkeiten, allerdings zwischen minderwertigen Abstrakta und deren Verwirklichung im vorangegangenen Stück ausgedrückt werden. Durch die kontrafizierte Bearbeitung des chorus mysticus, der sich in der Parodie inhaltlich als Konsequenz der grotesken Bilderwelt der endgültigen Himmelfahrtszene zeigt, wird eine Komisierung des Schlusschors Goethes erreicht, da sein erhabener Tenor, der selbst das Unzulängliche zum Ereignis erhebt, in die absurde Phantastik eines unverfrorenen Narrenhimmels transponiert und dieser Schritt zudem als bezweckt hervorgehoben wird.
Ferner ist Vischer der komischen Allegorie durchaus zugeneigt, da sie wieder poetisch wird, indem gerade durch den Widerspruch der Einsicht, daß das Bild nur Zeichen eines Begriffes sei, mit der Nötigung, dieses Bild doch als etwas Wirkliches und Lebendiges zu betrachten, der heiterste humoristische Effekt erreicht wird. Dies drückt sich auch im Doppelvers Das Unverzeihliche, Hier sei es verziehn aus: Die Verwendung der Allegorie ist in der echten Dichtung unverzeihlich, als komische aber wird sie verzeihbar, da sie als solche poetisch ist. Im ewig Langweilige(n) versteckt sich schließlich Vischers Idee, dass der Himmel langweilig sein muss, da es dort kein Streben mehr geben könne.
Valentin bittet deshalb auch den Stiefelknecht, das höchste Weltsymbol, um Erlaubnis zur Rückkehr mit Bärbelchen zusammen in seine Wirtsstube am Vorhimmel. Allerdings befürchtet er, das Wort langweilig (…) nicht sagen (zu) dürfen und drückt sich deshalb viel gewitzter aus: Und indem es mir hier ganz oben sozusagen zu wenig gehopft, auch zu wenig gemalzt aussieht, (…) so geht mein untertänigstes Gesuch dahin, daß mich Eure Durchlaucht in Gnaden entlassen. Soviel zur endgültigen Himmelfahrt Faustens.
Die Allegoriekritik findet sich auch an anderen Stellen der Parodie: mehrere allegorische Figuren des Faust II werden übernommen, so z. B. Helena, Euphorion, Die Mütter und der Homunkulus und werden im Laufe ihres Erscheinens dekonstruiert. Dazu aber mehr im folgenden Kapitel zur Figuren- und Motivkritik. Neben der Stiefelknechtallegorie bildet Vischer noch weitere, von Goethes Faust unabhängige, allegorische Figuren, die während Faustens erneutem Ausflug ins Mütterreich auftauchen, und Züge historischer Personen tragen, weswegen hier auf das Kapitel Zeitkritik verwiesen sei.

## DerHasenfußFaust
Die Kernthese der Vischerschen Kritik an der Faust-Figur Goethes entspringt dem Verhältnis des in Faust I angelegten Charakters zu dessen Fortführung im Faust II: die leidenschaftliche Darstellung des Faust im ersten Teil, der in seiner Subjektivität in den (…) Hauptpartien ungleich objektiver (…) als der objektive Faust des zweiten Teils ist, dessen Lebens- und Erkenntnisdrang die zentrale Triebfeder für sein Handeln ist und dessen Seelenleben, das dargestellt werden soll, auch dargestellt ist, findet im zweiten Teile laut Vischer gerade keine Fortführung.
Vielmehr ist die Darstellung der Prozesse und Krisen in Fausts Innerem ausgespart – im 1. Akt ist keine fruchtbringende Reue Fausts über die an Gretchen begangene Schuld ausmachbar sei. Auch handle Faust im zweiten Teil zu wenig, verharre in der Passivität: beispielsweise wird das Papiergeld von Mephistopheles gemacht, im 3., rein humanitarischen Akt ist für Vischer Faust nur noch ein Begriff, eine Allegorie für das romantische Prinzip; auch während der Schlacht im 4. Akt handelt Faust nicht wirklich – die Schlacht im vierten [ist] zu nichts gut, als die kaiserliche Landschenkung zu motivieren. Im fünften Akt lädt Faust durch den Mord an Philemon und Baucis wieder Schuld auf sich, zeigt erneut keine Reue und Fausts Tod schließlich mutet komisch an, da Faust bei Goethe so auf einmal abstrakt umfällt und tot ist. Fausts Gang in die große Welt wird gleichsam nur angedeutet, aber nicht ausgeführt.
Vischer resümiert: kein Charakter wird lebendig fortgeführt, weil keiner eigentlich handelt. In seinem Aufsatz Zum zweiten Teile von Goethes Faust findet sich diese Kritik an der Faust-Figur Goethes als positiver Niederschlag wieder. Vischer skizziert auf der Basis des in Faust I ausgeführten Charakters einen ‚anderen‘ Faust des zweiten Teils, welcher Vischers Forderungen an das dramatische Geschehen gerecht werden soll: gleich zu Beginn ist Faust vom Grabe Gretchens kommend in einem Monolog zu finden, worin er wie im wilden Fiebertraum Gretchens Hinrichtung malt, Faust ist erfüllt von qualvoller Reue und die Ermannung aus diesem Elende ließe sich zweckmäßiger nicht motivieren als durch den Eintritt des Mephistopheles. Die Tragödie fordere geradezu, Mephistopheles einmal (..) als Hinwegprediger der Reue zu vernehmen! Allerdings erwache in Faust das Bewußtsein, daß er (…) leben muß, um durch Taten seine tiefe Schuld zu sühnen.
Vischers Argwohn über Goethes Versäumnis, den zeitgeschichtlichen Kontext der historischen Person Faust einzubeziehen, drückt sich in seiner Neukonzeption gerade durch diese zeitgeschichtliche Kontextualisierung aus: Faust forsche in Schriften der Reformation und der Humanisten, sein Forschen gehe in einen Willen über, auf die Welt zu wirken. Zuerst findet er sich an einem deutschen Hofe wieder, wird dort vom als Hofmann getarnten Mephistopheles überredet, direkt am päpstlichen Hof in Rom zu wirken. In Rom angelangt, verfalle er dem weibliche(n) Buhlteufel Helena und werde aus Eifersucht zu Mord getrieben. Sein Scheitern, am päpstlichen Hof für sein Volk zu wirken, führe dazu, dass Faust Bauer werde; er will mit dem Volke entbehren, leiden, arbeiten. Während der Bauernaufstände gegen die Leibeigenschaft wird Faust schließlich zum Führer einer Bauernschar, unter die sich der mystisch sozialistischen Wahn predigende, zum Sengen und Morden anstachelnde Mephistopheles mischt mit der Folge, dass in Fausts Abwesenheit die Bauern Adlige hinrichten. Der rückkehrende Faust erkennt, dass sein reines Wollen (…) mit Blut besudelt ist, kündigt seine Führerschaft, wird Anführer einer anderen Bauernschar, einer kleinen, disziplinierten, zur letzten verzweifelten Gegenwehr entschlossene(n) Truppe, die nur zwischen Ergebung und Tod wählen könne und sich für den Tod entscheide.
Im Kampf für die Freiheit sterbend sühne Faust seine Schuld, niedergestochen durch den die Adligen vertretenden Mephistopheles. Dieser wähnt sich als Sieger, doch: Wer sterbend glücklich ist, der am allerwenigsten kann verloren sein. Schließlich löst Vischer die Frage der Erlösbarkeit Fausts damit, dass sein Tod im Kampf für seine Freiheit und die kommender Generationen der schönste Augenblick sei, was dazu führe, dass er nicht Knecht und Beute des Dämons der Endlichkeit sein könne.
Auch Vischers Konzeption endet mit einer Himmelfahrt Fausts: Mephistopheles fordere sein Recht über Fausts Seele vor einem Plenum idealer Gestalten. Beispielsweise führt Vischer den verlorenen Sohn als ideale Gestalt an, allerdings beende Christus dieses höllische Plädoyer und scheuche den Feind der Menschheit hinweg, erwecke Faust und dieser vernimmt nun aus dem Munde Christi die Botschaft der unendlichen Liebe. Vischer betont den rationellen Styl seiner Skizze des Schlusses und stellt sie kontrastiv zur Endszene Goethes, die ihm eine Ausbeutung der Rumpelkammer der Legende, ein von Heiligen, Kirchenvätern, Engeln wimmelnder Goldgrund ist. Der teilweise pathetisch verfasste Entwurf Vischers zeichnet sich insgesamt durch die Deutlichkeit eines aktiv-schaffenden Charakters Faust aus – auch hier als Kontrast zur Tatenlosigkeit der Faust-Figur in Goethes zweitem Teil.
Für Vischer steht Fausts Handeln in Goethes Drama in keiner Relation zu seiner Erlösungswürdigkeit: die Bedingung Wer immer strebend sich bemüht (Faust II, V. 11936) ist nicht erfüllt. Im Faust III dient Vischer dieser Handlungsmangel, um neue Prüfungen Fausts zu motivieren. Lieschens Verse, denen die Funktion einer Exposition der Parodie zukommen, klären darüber auf, dass die Kritiker, Voran der Geist, der stets verneint entgegnet haben, dass Nicht ganz so strebend hab' es [das edle Glied, Faust] sich bemüht, weswegen Faust Noch eine Zeit sich üben muss.
Darüber hinaus antizipiert diese nachträgliche Degradierung Fausts, die sich während der ersten Prüfung im Faust III als Regression seines Strebens auf eine niederere Ebene des Genusses verstehen lässt, die oben geschilderte Demontage des Faust II-Schlusses. Faust, der von seiner anstrengenden Arbeit als Präzeptor der seligen Knaben – wobei ihm in dieser Funktion die schwierige Aufgabe zukommt, jenen Goethes Faust II zu erklären – hungrigst zu seiner Gefährtin Lieschen, seiner Vollkommenheitsanbahnerin zurückkehrt, muss trotz seines Aufenthaltes im Vorhimmel am eigenen Leib erfahren, dass sein Appetit auf deftige Delikatessen, wie beispielsweise Bayrische Knödel oder Schwabenspatzen, auf Grund einer himmlischen Diät (Fausts Ernährungsplan ist aus wildem Honig, Heuschrecken und fader Pflanzenkost aufgebaut) zur Zweckvolle[n] Mehrung der Geistabklärung nicht gestillt wird.
Seine Aufregung darüber ist groß: Warum dies Leben, wie Johann der Täufer? Ich war ja doch kein Fresser und kein Säufer!. Diese anklagende Feststellung Fausts entspringt einer rezeptionskritischen Ansicht Vischers, mit der er sich gegen christlich theologisierende Interpreten wendet, welche in Fausts Wissensdrang schon von Beginn der Tragödie an ein sinnliches Streben nach Genuss sehen und seine Erlösung daran binden, dass Faust zum schönen Kinderglauben zurückkehre. Diese Fehlinterpretation fungiert gleichsam als Basis für den Aufbau der ersten Prüfung: Vischer greift sie auf und entlarvt sie, indem er zuerst die dem Goetheschen Faust zugrundeliegende Idee des Wissensdursts zum rudimentär-menschlichen Durst auf ein Tröpfchen edles, firnes Naß vom Keller aus dem Lagerbiergelaß herabstuft. Durch einen Gesang höllischer Geister kollabieren schließlich die sinnlichen Bedürfnisse Fausts in einer seine Höllenfahrt als Konsequenz tragenden Anbetung der Kneipe, in einem hedonistischen, von himmlischer Resignation begleiteten Aufbegehren Fausts, in einem Befreiungsschlag gegen die enge Küchenwelt seiner Gefährtin Lieschen.
Hierbei ist hervorzuheben, dass Vischers Faust III eng verzahnt ist mit Goethes Originaltext und Vischer zum Mittel der Zitatmontage (Vgl. Martini 1979, S. 104–105) greift: zur Darstellung des Genussstrebens Fausts werden die Verse 1092–1099 aus Faust I – die Fausts Wunsch zu fliegen folgen und in welchen er im Anblick von Adler und Kranich im Fluge sein Gefühl hinauf und vorwärts zu dringen als ein eingeborenes, von der Natur verliehen[es] (Scholz: 1982, S. 17) begreift – adaptiert, wobei beispielsweise das schmetternd(e) Lied der Lerche ersetzt wird durch ein hold-dampfendes Sauerkräutchen, der Adler durch ein in der wackern Schüssel dampfendes Wurstpaar (vgl. Bergmann o. J. [1932], S. 176: Goethes gewaltige Töne aus dem Ostergesang, der blaue Raum und die Lerche, werden überdeckt durch das lüsterne Schmatzen Vischers.)
Des Weiteren verändert sich in Vischers Parodie die Richtung dieses eingeborenen Strebens, aus hinauf wird hinan; diese Reduktion auf den Lebenserhaltungstrieb, der im Grunde nur zur Reproduktion der eigenen Körperlichkeit dient, erzeugt zudem eine paradoxe Situation zwischen dem Vorhimmel und dessen äußerst irdischen Gestaltung. Die Unfreiwilligkeit der Diät Fausts ist der Grund für seine kulinarische Willensschwäche. Mephistopheles nutzt diese Chance, indem er mit Hilfe eines höllischen Schlemmergesangs Fausts Seele zu erhaschen versucht. Dieser Gesang ist in Analogie zu Goethes Schlummergesang (Faust I, V. 1447ff) gebildet, welcher Faust in Schlaf versetzt, damit Mephistopheles aus Fausts Zimmer entwischen kann.
Auch im Faust III führt er zu einem hypnagogischen Zustand, schließlich zum Schlaf Fausts – einer infernalischen Bewusstseinsverengung, die, wie oben angedeutet, nach seinem Erwachen daraus in einer Anbetung der Kneipe kulminiert. Lieschens Mahnung Vertreib ihn [Meph.] mit Gebet, Sonst wird's zu spät! fruchtet nicht: Ach, laß mich fort, du bete nur und bleibe! Ich breche auf und stürze in die Kneipe!
Im Folgenden greift Vischer wiederum auf Verse Goethes (Wald und Höhle, V. 3345-3365) zurück, die er in seinem Buch Goethes Faust als Niederlage Fausts deutet, die durch Mephistopheles Verhöhnen seiner hohen Kontemplationen und der Mystik darin als Metastase des Geschlechtstriebs ausgelöst wird, indem er durch grausam spottende Schilderung von Gretchens Liebeskummer Fausts Sinnlichkeit aufs höchste zu steigern (Friedrich; Scheithauer: 1973, S. 36) vermag. Faust wird sich hierbei der reziproken Verschränkung seines Schicksals mit dem Gretchens bewusst: Mag ihr Geschick auf mich zusammenstürzen und sie mit mir zu Grunde gehn. (Faust I, V. 3364/3365). Sein Gewissen sagt ihm, dass die Einleitung der Zerstörung von Gretchens Identität bereits in der Vergangenheit liegt: Sie, ihren Frieden mußt' ich untergraben!/ Du, Hölle, mußtest dieses Opfer haben! (FaustI, V. 3360/3361).
An Stelle jener Verflechtung der Verse mit Gretchen wird in der Parodie Vischers die Niederlage Fausts auf die Diskrepanz der gaumenerhitzlichen Reize des Meisterkochs Mephistopheles zu Lieschens frommer Lebensweise zurückgeführt. Faust ist hierbei im Gegensatz zu Goethes Konzeption der Verschränkung seines mit Gretchens Geschick auf eine noch bevorstehende Trennung von Lieschen aus. Er bringt dieses Anliegen quasi als faustische Pflicht vor: Dich deinen Frieden muß ich untergraben,/ Du, Kneipe, willst und sollst dies Opfer haben.
Durch das Opfern der Verbindung zu Lieschen wird Faust selbst zum Opfer, wobei Fausts Gewissen in eine Gewissenlosigkeit sich selbst gegenüber umschlägt: Genießen will ich noch des Lebens Würzen Und meinethalb zugrunde gehen. Die Rettung Fausts aus dieser brenzligen Lage – Mephistopheles macht sich bereits über Faust her, dieser windet sich in kulinarischen Krämpfen – erfolgt durch die Fürsorge Lieschens und Valentins Vermögen, Mephistopheles mittels einer Malzschaufel, seinen Fäusten und einem Schüttelruck in die Flucht zu schlagen, wobei Lieschen und Valentin quasi als Agenten eines deus-ex-machina handeln.
Die Tatenlosigkeit Fausts im zweiten Teil und die daraus resultierende Passivität bei seiner Errettung, die schließlich durch Hilfe von Engeln und himmlischen Heerscharen vollzogen wird, werden während Fausts neuen Prüfungen perpetuiert, indem Vischers Faustfigur kein einziges Mal nur aus eigener Kraft, ohne Hilfe anderer Figuren eine Prüfung besteht; Treu im Geiste des zweiten Theils des Götheschen Faust ist sein Faust ein Tatenloser, ein Hasenfuß, der ohne jegliche Eigenleistung gleichwohl seiner endgültigen Aufnahme in den Himmel näherrückt (Mahal 1981, S. 64), der zweifellos unter einer Präventivgarantie des Herrn (Mahal 1972, S. 436) steht.

## Aufführungen
- 1965 Torturmtheater Sommerhausen – gekürzt als Bühnenfarce
- 1984 Pfleghof Tübingen – Open-Air
- 1989 Ludwigsburg – aufgeführt in der Bearbeitung nach Jutta Pilz-Gruenhoff
- 1992 Landestheater Tübingen – als Oper für Schauspieler von Susanne Hinkelbein
- 1998 Potsdam – Aufführung in Kombination mit Goethes Faust I und II
- 2012 Schauspielhaus Zürich – Aufführung mit Faust I., II. sowie Elfriede Jelineks Sekundärdrama FaustIn and Out

## Ausgaben
- Faust. Der Tragödie dritter Theil. Treu im Geiste des zweiten Theils des Goethe'schen Faust gedichtet. Erstausgabe. Verlag der Laupp'schen Buchhandlung, Tübingen 1862. Nachdruck: Laugwitz, Buchholz in der Nordheide 2002
- Faust. Der Tragödie dritter Theil. 2. umgearbeitete und vermehrte Auflage. Verlag der Laupp'schen Buchhandlung, Tübingen 1886, 18863, 18894, 19015, 19076. Nachdruck: Olms, Hildesheim 1963
- Faust. Der Tragödie dritter Theil. Hrsg. mit Nachwort von Ernst Bergmann. Reclam, Leipzig o. J. [1932] (Reclams Universal-Bibl. 6208/6209).
- Neue Ausg., Meersburg 1936 (= Neudr. Berlin 1969).
- Die Bank der Spötter, Berlin 1949. Mit einem Vorwort von Werner Finck.
- Faust. Der Tragödie dritter Theil. 2., umgearbeitete und vermehrte Auflage. Hrsg. von Fritz Martini. Reclam, Stuttgart 1978, ISBN 3-15-006208-X